# Wallace, Louisiana
Wallace är en så kallad census-designated place i Saint John the Baptist Parish i Louisiana. Vid 2010 års folkräkning hade Wallace 671 invånare.